# 코요테 (보드 게임)
코요테(Coyote)는 보드 게임 디자이너 스파르타코 알베르타렐리(Spartaco Albertarelli)가 디자인한 이탈리아의 패밀리 보드 게임이다. 2003년에 처음 출판되었으며, 규칙에 변형이 있는 여러 가지 판본이 출판되었다. 대한민국에서는 2017년 생각투자 주식회사(AURUM,inc)에 의해 출시되었다. 게임은 3~10명이 할 수 있다.

## 게임 정보
코요테 보드 게임은 북미의 인디언 전설에서 영감을 받은 게임이다. 다른 사람들이 어떤 카드를 가지고 있는지 알 수 있는데 반해, 자신이 어떤 카드를 가졌는지 알지 못하는 인디언 포커형식의 게임 메커니즘이 반영되어 있다.  

## 수상 내역
- 2004 Spiel des Jahres Recommended
- 2004 Japan Boardgame Prize Best Foreign Game for Beginners Nominee
- 2004 Fairplay À la carte Winner

## 게임의 구성
- 코요테 카드 : 36장 (숫자카드와 특수 카드로 구성됨)
- 플레이어 카드 : 10장
- 스페셜 게임용 카드 : 10장 (일반 게임보다 더 전략적인 플레이용)

## 목적
실제 플레이어들이 공개한 카드 숫자의 총합 이하의 숫자를 불러야 한다. "카드 숫자의 총합이 얼마쯤일 것이다"라고 생각한 숫자에 대하여, 다음 플레이어는 더 큰 수를 말하거나 코요테를 외쳐야 한다. 추리에 틀리면 한 번의 게임 기회를 잃게 되며 3회 잃게 되면 탈락한다. 마지막까지 살아남은 플레이어가 승자가 된다.